# Distrikt Lucma (Gran Chimú)
Der Distrikt Lucma liegt in der Provinz Gran Chimú in der Region La Libertad in West-Peru. Der Distrikt hat eine Fläche von 287 km². Beim Zensus 2017 wurden 4725 Einwohner gezählt. Im Jahr 1993 lag die Einwohnerzahl bei 4034, im Jahr 2007 bei 5774. Verwaltungssitz des Distriktes ist die 2182 m hoch gelegene Ortschaft Lucma mit 602 Einwohnern (Stand 2017). Lucma liegt 35 km südöstlich der Provinzhauptstadt Cascas.

## Geographische Lage
Der Distrikt Lucma liegt in der peruanischen Westkordillere im zentralen Osten der Provinz Gran Chimú. Der Distrikt wird im Süden und Westen vom Río Chicama, im Norden von dessen rechten Nebenfluss Río Chuquillanqui begrenzt.
Der Distrikt Lucma grenzt im Südwesten an den Distrikt Marmot, im Nordwesten an den Distrikt Cascas, im zentralen Norden an den Distrikt Cospán (Provinz Cajamarca), im Nordosten an den Distrikt Sayapullo, im Südosten an den Distrikt Huaranchal sowie im Süden an den Distrikt Otuzco (die letzten beiden in der Provinz Otuzco).